# スーサン・ソルスガー
スーサン・ソルスガー（Susan Thorsgaard、1988年10月13日 - ） は、デンマークのハンドボール選手でオーデンセ・ハンドボルドとハンドボールデンマーク女子代表に所属。
2010年の欧州の女性のハンドボール選手権で、彼女はデンマークのチームで4位となった。